# Argonaut Games
Argonaut Games PLC war ein britischer Spieleentwickler. 1982 von dem damaligen Teenager Jez San als Argonaut Software gegründet, bezog sich der Name des Unternehmens auf den Film Jason und die Argonauten.

## Geschichte
Das Unternehmen produzierte sein erstes Spiel Skyline Attack für den Commodore 64. Später folgten die Starglider-Spiele für Amiga, Schneider CPC und Atari ST.
Argonaut gelange es unter anderem, den Kopierschutz des Game Boy auszuhebeln, der das Abspielen nicht lizenzierter Software verhindern sollte. Der Kopierschutz basierte auf dem Firmenlogo Nintendos, das bei jedem Start der Konsole mit einem lizenzierten Spiels eingeblendet wurde. Sobald das Logo die Bildschirmmitte erreicht hat, überprüfte der Bootloader, ob das Logo in der korrekten Position war. Hätte ein Anbieter das Logo für ein nicht-lizenziertes Produkt verwendet, hätte dies dem Konsolenhersteller die Möglichkeit gegeben, Klage wegen des nicht genehmigten Gebrauchs des Firmenlogos einzureichen. Argonaut gelang es, dies ohne die missbräuchliche Ausgabe des Nintendo-Schriftzuges zu umgehen. Argonaut und Nintendo gingen eine Geschäftsbeziehung ein, da sich Nintendo von dem auf 3D-Technologie spezialisierten Studio Unterstützung beim Übergang zur Entwicklung von 3D-Spielen erhoffte. Dies führte zur Entwicklung des auf RISC-Technik basierenden 3D-Zusatzchips Super FX für das Super Nintendo Entertainment System, der in die Steckmodule mit der Spielesoftware verbaut wurden und der Konsole Zusatzrechenleistung zur Verfügung stellten. Der Chip war ein Schlüsselstein für die Entwicklung des Railshooters StarWing, der erstmals dynamisch beleuchtete, texturierte Polygongrafik für die 16-Bit-Spielekonsole bot. Während das Design des Spiels von Nintendo stammte, übernahm Argonaut die technische Seite, neben dem Design des Chips etwa auch die Entwicklung der 3D-Grafik. Argonaut entwickelte weiterhin das ebenfalls auf Super FX aufbauende Spiel Vortex.
1998 teilte sich die Abteilung, die den Chip entworfen hat, als Argonaut RISC Core von Argonaut ab, um konfigurierbare RISC-basierte Chips herzustellen. Argonaut Software teilte sich 1999 in Argonaut Technologies und Argonaut Games. Im Oktober 2004 entließ Argonaut Games 100 Angestellte und wurde zum Verkauf angeboten. 2005 ging die Firma in Konkurs und wurde 2006 abgewickelt. 2024 kehrte sie unter dem Namen Argonaut zurück mit der Ankündigung eines Remasters des Spiels Croc: Legend of the Gobbos.

## Ausgewählte Spiele
- Skyline Attack, 1984 (Commodore 64)
- Starglider, 1985 (1986/87 für die CPC-Reihe)
- Starglider 2, 1988
- After Burner, 1988 (16-Bit-Umsetzungen)
- Vortex, 1994 (SNES)
- Creature Shock, Ende 1994 PC
- Croc: Legend of the Gobbos, 1997 (PS, PC)
- Croc 2, 1999 (PS, PC)
- Harry Potter und der Stein der Weisen, 2001 (PS)
- I-Ninja, 2003 (Xbox, PC, PS2, GameCube)
- Carve, 2004 (Xbox)
- Malice, 2004 (Xbox)

## BRender
BRender (Abkürzung für „Blazing Renderer“) ist ein von Argonaut Software entwickeltes Toolkit und eine Echtzeit-3D-Grafik-Engine für Computerspiele, Simulatoren und Grafiktools. Es wurde von Argonaut Software lizenziert. Es unterstützt den MMX-Befehlssatz von Intel sowie die Plattformen Windows, MS-DOS und PlayStation. Es wurde eine Unterstützung für 3D-Hardware-Grafikbeschleunigerkarten hinzugefügt. Zu der mit BRender entwickelten (bzw. erstellten) Software gehören Carmageddon, Croc: Legend of the Gobbos, FX Fighter, I-War, und 3D Movie Maker. Am 3. Mai 2022 wurde es als freie Open-Source-Software unter der MIT-Lizenz veröffentlicht.